# Francesco Barberini (Kardinal, 1662)

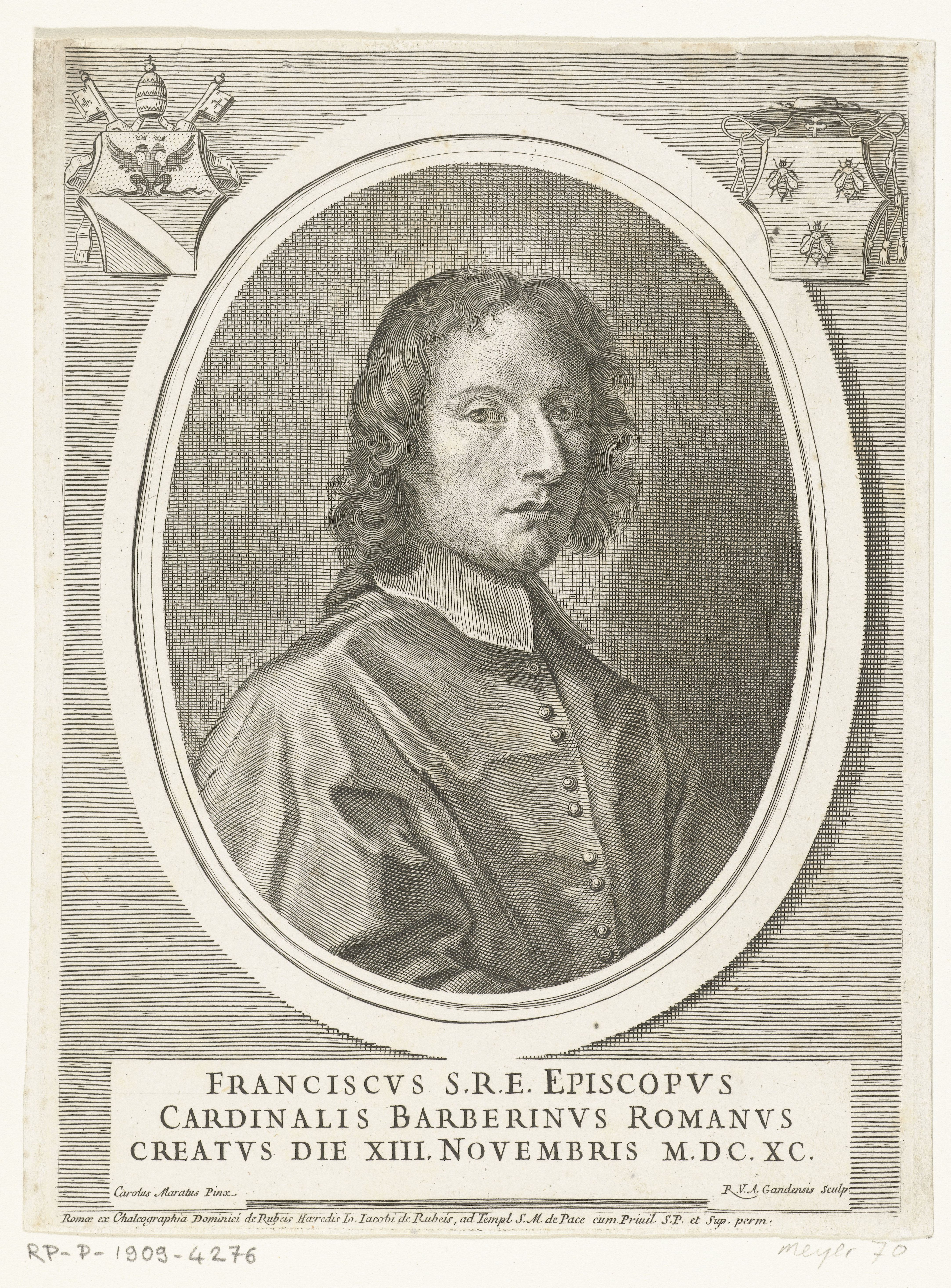
Francesco Kardinal Barberini der Jüngere (Stich von Robert van Audenaerd, um 1700) als jugendlicher Purpurträger

Francesco Barberini, genannt der Jüngere (* 12. November 1662 in Rom; † 17. August 1738 ebenda) war ein italienischer Kardinal.

## Leben
Francesco Barberini wurde geboren als Sohn von Maffeo Barberini (1631–1686) und dessen Gattin Olimpia Giustiniani Barberini (1641–1729). Bereits früh war ihm eine kirchliche Laufbahn bestimmt. So kaufte er während des Pontifikates von Innozenz XI., den Gebräuchen der Zeit entsprechend, ein Amt in der Apostolischen Kammer und wurde Auditor ebendieser Kammer.
Papst Alexander VIII. kreierte Francesco Barberini im Konsistorium vom 13. November 1690 zum Kardinaldiakon unter Dispens vom Erfordernis des Empfangs der niederen Weihen sowie vom Hindernis, dass bereits sein Onkel und sein Cousin dem Kardinalskollegium angehörten. Den Kardinalshut und die Titeldiakonie Sant’Angelo in Pescheria verlieh der Papst ihm am 27. November desselben Jahres. Er nahm am Konklave 1691 teil, das Papst Innozenz XII. wählte. Dieser entsandte ihn am 4. Januar 1694 als Legaten in die Romandiola. Die niederen Weihen empfing Barberini am 14. Februar 1694, die Weihe zum Subdiakon folgte am 22. November 1699 und die Diakonenweihe am 26. September 1700. Er war Teilnehmer des Konklave 1700, aus dem Clemens XI. als Papst hervorging. Ab 1704 war er Kommendatarabt der Klöster Farfa und Subiaco. Am 6. Mai 1715 wurde er Kardinalpriester und bekam die Titelkirche San Bernardo alle Terme zugewiesen. Die Priesterweihe empfing er am 15. September 1715. Am 11. Mai 1718 wechselte er zur Titelkirche Santa Prassede.
Francesco Barberini wurde am 3. März 1721 zum Kardinalbischof erhoben und erhielt das suburbikarische Bistum Palestrina. Die Bischofsweihe spendete ihm am 16. März desselben Jahres in der Kirche der Unbeschuhten Karmeliten in Rom Kardinal Fabrizio Paolucci, Kardinalbischof von Albano und Kardinalstaatssekretär; Mitkonsekratoren waren Kurienerzbischof Vincenzo Petra und Bernardo Maria Conti OSB, resignierter Bischof von Terracina.  Kardinal Barberini nahm am Konklave 1721 teil, das in die Wahl von Papst Innozenz XIII. mündete. Ferner war er unter den Papstwählern, als das Konklave 1721 Benedikt XIII. auf den Stuhl Petri brachte. Am 22. Juni 1726 wurde Barberini zum Präfekten der Kongregation für die Bischöfe und Regularen ernannt. Am 1. Juli 1726 wechselte er zum suburbikarischen Bistum Ostia e Velletri und wurde Dekan des Kardinalskollegiums. Als solcher leitete er das Konklave 1730 mit der Wahl von Clemens XII.
Francesco  Barberini starb am 17. August 1738 gegen neun Uhr morgens in seinem römischen Palast. Sein Leichnam wurde zur Kirche Sant’Andrea della Valle überführt, wo die Exequien stattfanden, und dort vorläufig bestattet. Kurz darauf wurden seine Gebeine nach Palestrina überführt und in der dortigen Kirche Santa Rosalia im Grabmal seiner Vorfahren beigesetzt.

## Familienbeziehungen
Francesco Barberini entstammte der einflussreichen Adelsfamilie der Barberini. Sein Urgroßonkel war Papst Urban VIII., ein weiterer Urgroßonkel war Kardinal Antonio Barberini OFMCap (der Ältere). Er war weiterhin ein Großneffe der Kardinäle Francesco Barberini (der Ältere) und von Antonio Barberini O.S.Io.Hieros. (der Jüngere). Ferner war er ein Neffe von Carlo Barberini und ein Cousin des Herzogs von Modena Rinaldo d’Este.
Als die Verschwendungssucht seines kinderlosen Bruders Urbano Barberini (1664–1722) drohte, die Familie in den finanziellen wie dynastischen Untergang zu stürzen, entbrannte darüber ein heftiger Zwist zwischen den Brüdern, der erst nach der Geburt der Erbtochter Urbanos, Cornelia Costanza (1716–1787), die später Giulio Cesare Colonna di Sciarra (1708–1787) heiratete, durch Urbanos Tod 1722 beendet wurde.